# سفارت روسیه در تفلیس
سفارت روسیه در تفلیس (به لاتین: Embassy of Russia) یک سفارت در گرجستان است که در گرجستان واقع شده‌است.